# Iaran
El riu Iaran (en rus Ярaнь) passa per l'óblast de Kírov, a Rússia, és un afluent per la dreta del Pijma, que és un afluent del riu Viatka. Passa per la ciutat de Iaransk.
Els seus afluents principals són el Lipianka, el Lamba, l'Urtma i el Xoixma per l'esquerra, i el Lum i l'Usla per la dreta.